# Adetus minimus
Adetus minimus là một loài bọ cánh cứng trong họ Cerambycidae.